# Love Is Strange
Love Is Strange is een Amerikaanse film uit 2014 onder regie van Ira Sachs. De film ging in première op 18 januari op het Sundance Film Festival en had zijn Belgische avant-première op het Film Fest Gent 2014.

## Verhaal
Schilder Ben en pianoleraar George zijn een ouder homokoppel in New York die na een relatie van 39 jaar besluiten om te trouwen. Wanneer de katholieke school waar George werkt, dit te weten komt, wordt deze ontslagen. Door de werkeloosheid van George zijn ze verplicht hun nieuw appartement te verkopen. George trekt tijdelijk in bij twee homoseksuele politieagenten op de benedenverdieping. Ben verhuist naar Brooklyn waar hij bij zijn neef Elliot en diens vrouw Kate verblijft en een kamer moet delen met de tienerzoon van het koppel. Deze situatie zorgt voor heel wat spanningen in hun relatie.

## Rolverdeling
| Acteur                | Personage      |
| --------------------- | -------------- |
| John Lithgow          | Ben            |
| Alfred Molina         | George         |
| Marisa Tomei          | Kate           |
| Charlie Tahan         | Joey           |
| Cheyenne Jackson      | Ted            |
| Harriet Sansom Harris | Honey          |
| Darren E. Burrows     | Elliot         |
| Christian Coulson     | Ian            |
| John Cullum           | Father Raymond |
| Adriane Lenox         | Principal      |
| Manny Perez           | Roberto        |
| Christina Kirk        | Mindy          |